# Arquero de Amesbury
El arquero de Amesbury es un hombre de inicios de la Edad del Cobre cuya tumba fue descubierta durante unas obras durante la construcción de una nueva urbanización en Amesbury, cerca de Stonehenge. La tumba fue descubierta en mayo de 2002, y data aproximadamente del 2300 a. C. Es apodado "El arquero" debido a las numerosas puntas de flechas enterradas con él. La tumba contenía más artefactos que cualquier otro entierro de inicios de la Edad del Cobre británica, incluyendo los primeros objetos de oro y cobre conocidos encontrados en Inglaterra.
Las fechas calibradas por radiocarbono de su tumba y Stonehenge sugiere que los sarsens y trilitos de este santuario podrían ser contemporáneos.

## Entierro
La tumba del Arquero proporcionó el mayor número de artefactos jamás encontrados en un entierro de este periodo (inicios de la Edad del Cobre) en Gran Bretaña. Entre ellos destacan cinco vasijas funerarias del tipo asociado con la cultura del vaso campaniforme; tres diminutos cuchillos de cobre; dieciséis puntas de flecha de sílex; un equipo de herramientas para tallar sílex y piezas metalúrgicas, incluyendo piedras de cojín que funcionaban como una especie de yunque portátil indicando que a pesar del equipo de arquería probablemente fuera metalúrgico; y algunos colmillos de jabalí. En su antebrazo portaba una muñequera de piedra negra. Una muñequera roja similar descansaba junto a sus rodillas. Con la segunda muñequera se colocó un anillo de cinturón tallado en shale y un par de ornamentos para el cabello de oro, los objetos de oro más antiguos encontrados en Inglaterra.
La investigación que utilizó análisis isótopicos del oxígeno en el esmalte de los dientes del Arquero sugiere que nació y se crio en la región alpina de Europa central. Tenía entre 40 y 45 años al morir y el cuerpo fue colocado en una cámara de madera bajo un pequeño montículo. Probablemente la causa del deceso fuera una septicemia: tiene un agujero desgastado en su mandíbula prueba de estar sufriendo un grave absceso dental, y una rodilla rota en algún accidente con falta de la rótula izquierda e infección en la pierna muestra que en sus últimos meses no podía caminar, probablemente permaneciendo encamado.
Su esqueleto se encuentra en exhibición en el Salisbury Museum en Salisbury.

## Segundo entierro
Otro esqueleto masculino fue encontrado cerca enterrado del mismo modo. Era el de un joven muerto con 20 a 25 años y emparentado con el Arquero, ya que ambos compartían una anomalía hereditaria rara, la coalición calcaneonavicular, una fusión del calcáneo y el tarso (huesos del pie; como no produce malformación o molestia, suele pasar desapercibida incluso al propio afectado). Este hombre más joven, probablemente su hijo y a veces llamado el compañero del Arquero, ya creció localmente. Ambas tumbas fueron descubiertas a escasa distancia de los arqueros de Boscombe, cuyos huesos fueron excavados al año siguiente.

## Importancia de los entierros
El Arquero fue rápidamente bautizado como el "Rey de Stonehenge" en la prensa británica debido a la proximidad del famoso monumento e incluso sugirió que podría haber estado implicado en su construcción.
Sin embargo, esto no se puede saber con certeza y los arqueólogos puntualizaron la idea. Es solo un entierro de alto perfil contemporáneo de cuando empezaron a erigirse las piedras, pero dada la naturaleza lujosa de la inhumación, claramente sus deudos le consideraron lo suficientemente importante como para ser enterrado cerca de Stonehenge. Tim Darvill considera que el esqueleto sería posiblemente el de un peregrino enfermo de alto estatus que llegó a Stonehenge para beneficiarse de las 'propiedades curativas' de las piedras azules.
Sin embargo su tumba es de especial importancia debido a sus conexiones con la Europa Continental y las primeras tecnologías de fundición del cobre. Se cree que fue uno de los primeros trabajadores del cobre y el oro en Gran Bretaña y el descubrimiento apoyó la teoría que afirma que la difusión de la cultura del vaso campaniforme fue el resultado de un movimiento de población, y no solo de la adopción de una serie de artefactos y técnicas nuevos. Trabajar metales era una novedad y ello le convertía en un hombre poderoso, de ahí el rico ajuar. En la Europa continental, los entierros de trabajadores metalúrgicos eran a menudo elaborados.